# Canal de Bourbourg
Pour les articles homonymes, voir Bourbourg (homonymie).
Le canal de Bourbourg est un canal situé dans le département français du Nord, du côté ouest du port de Dunkerque, passant notamment à Bourbourg, Craywick et Grande-Synthe. Entre Craywick et Dunkerque, il fait partie de la liaison Dunkerque-Escaut.
La localité de Bourbourg dont il tire son nom est située à environ douze kilomètres au sud-ouest de Dunkerque.

## Géographie

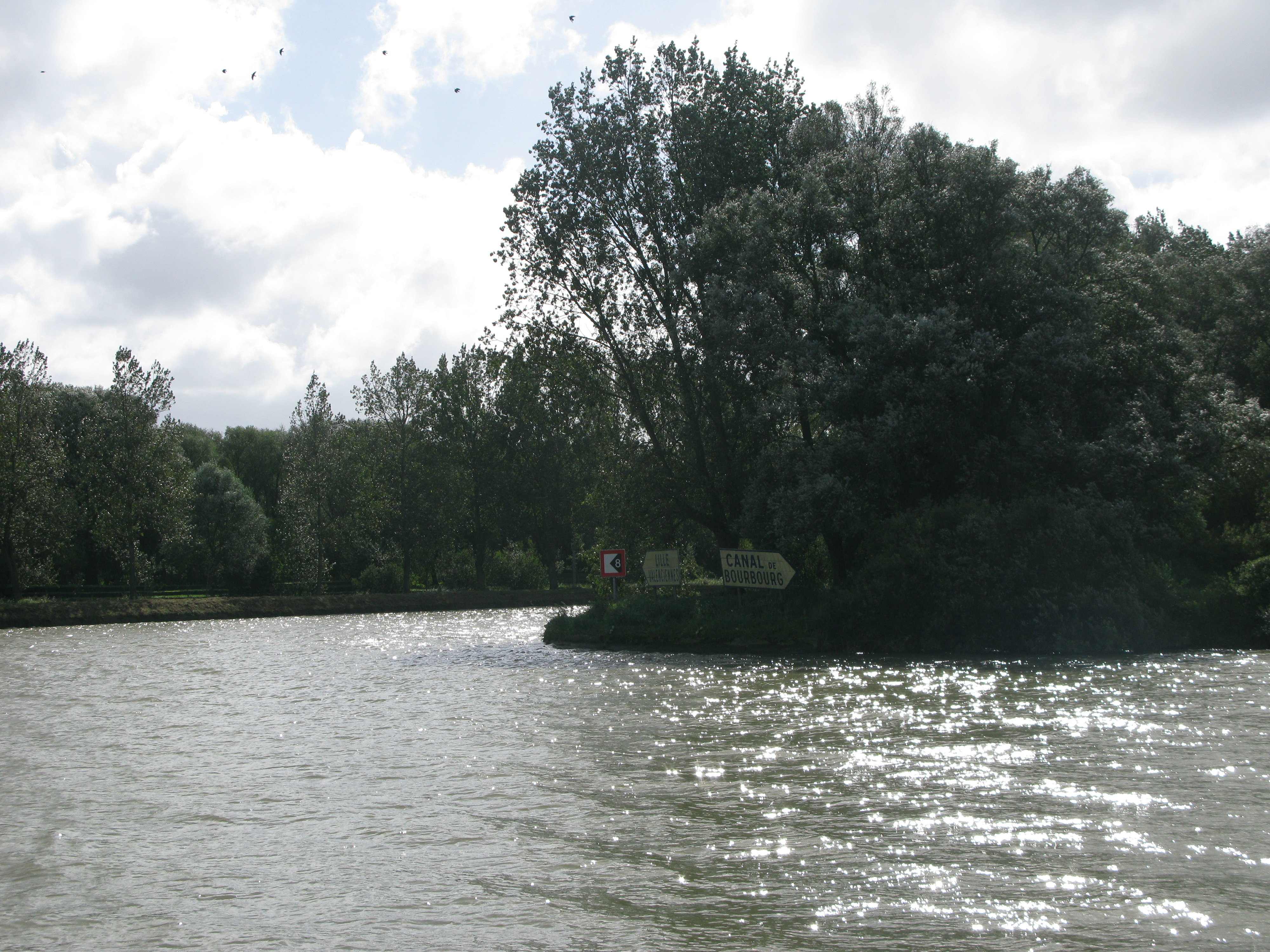
Carrefour entre le canal et la Dérivation de la Colme, à Coppenaxfort.

Le canal de Bourbourg relie l'Aa, fleuve côtier qui passe à l'ouest de Bourbourg et se jette dans la mer du Nord entre Gravelines et Grand-Fort-Philippe, au port de Dunkerque.
L'Aa constitue la limite ouest de la commune de Bourbourg, mais aussi la limite à cet endroit entre le Nord et le Pas-de-Calais.
Le canal de Bourbourg part de l'Aa au lieudit le Guindal, contourne le centre ancien de Bourbourg, où se trouve l'écluse de Bourbourg, et atteint en ligne droite, légèrement au nord-est, le village de Coppenaxfort (commune de Craywick), où il reçoit sur sa rive droite le Vliet.
Il oblique alors nettement au nord-est, reçoit en rive droite un canal appelé dérivation de la Colme (ou dérivation du canal de la Haute-Colme), puis avant Grande-Synthe, se sépare en deux :
- une branche (dérivation de Mardyck ou dérivation du canal de Bourbourg[2]) part vers le nord et atteint le port occidental de Dunkerque (quai de Grande-Synthe) dans le quartier de Mardyck ;
- le canal lui-même passe au sud de Grande-Synthe, puis passe entre Petite-Synthe et Cappelle-la-Grande, atteignant le port central de Dunkerque à gauche de la patinoire Michel-Raffoux.

Sa longueur est de 19,5 km.
Il constitue la limite communale entre Brouckerque et les communes de Craywick, Loon-Plage et Mardyck.
Ce canal fait partie du bassin versant de l'Aa.

## Histoire

### La région de Dunkerque durant la guerre franco-espagnole de 1635-1659
La région de Dunkerque fait depuis les origines partie du comté de Flandre, fief du royaume de France qui échoit aux Habsbourg en 1482, puis aux Habsbourg d'Espagne en 1555. En 1526, Charles Quint, vainqueur de François Ier à Pavie, a obtenu l'abandon de la souveraineté française sur le comté de Flandre, qui devient un fief du Saint-Empire. Mais comme il s'agit aussi d'une possession (personnelle) des rois d'Espagne, on dit couramment que le comté de Flandre fait partie des Pays-Bas espagnols (ainsi que le comté d'Artois).
Au cours de la guerre de Trente Ans (1618-1648), la France entre en guerre contre l'Espagne en 1635. Les Pays-Bas espagnols deviennent un théâtre de guerre primordial, en raison de leur situation au nord du royaume de France.
L'armée du roi d'Espagne renforce alors la défense du port de Dunkerque, construisant les forts de Lynck et de Coppenaxfort en 1644 et creusant deux fossés défensifs rectilignes, le premier allant de Bourbourg à Coppenaxfort puis rejoint Grande-Synthe et Petite-Synthe, le second des deux Synthes à Mardyck,.
Dunkerque est cependant conquise par les armées françaises en 1646, mais reconquise en 1652. En 1658, Turenne s'empare de nouveau de Dunkerque (25 juin) après la bataille des Dunes. Dunkerque et Mardyck sont immédiatement cédées aux Anglais, alliés de la France (cession entérinée par le traité des Pyrénées de 1659), mais rachetés par Louis XIV en 1662. Dunkerque devient définitivement française.

### Construction du canal sous le règne de Louis XIV (à partir de 1670)
La construction du canal est décidée par le Conseil du roi du 26 juillet 1670. Vauban en fut l'ingénieur. Le creusement est effectué par 30 000 hommes. Les objectifs sont de favoriser l'écoulement des eaux de la région et de faciliter le commerce. On vise également à relier Dunkerque à l'Aa et de là à Saint-Omer, Gravelines, Calais, sans devoir passer par Bergues (ce qui ne manqua de provoquer les protestations de celle-ci, consciente de la perte que le nouveau canal lui infligerait en termes de commerce) en utilisant le canal de la Colme, comme c'était le cas jusqu'à présent, ce qui allongeait le trajet.
Les travaux commencent en 1673 mais sont fréquemment interrompus par la guerre entre la France et l'Espagne. En 1675-1676, ils reçoivent une nouvelle impulsion liée au fait que la France prépare le siège de Saint-Omer, alors espagnole, en 1677. Dans ce but elle avait amassé munitions et fourrages à Dunkerque. Le canal servit à les amener à Saint-Omer en mars-avril 1677. Néanmoins, les travaux d'achèvement du canal se prolongèrent pendant des années, ils duraient encore en 1685

### Le canal duXVIIesiècleauXIXesiècle
Dès les premières années, une liaison par barque fut établie entre Dunkerque, Bourbourg et Saint-Omer.
Le creusement du canal représenta une lourde dépense pour la châtellenie de Bourbourg mais elle bénéficia de l'essentiel des revenus procurés par le transport non seulement de marchandises mais aussi de personnes. Les barques étaient tirées par des chevaux avec des relais en cours de route pour changer de montures lorsqu'il fut décidé de raccourcir les délais.
En effet, jusqu'en 1750, surtout en hiver, ce « service public » durait longtemps (11 heures en été et douze en hiver), et les voyageurs devaient passer la nuit à Bourbourg aussitôt qu'un retard au départ ou en cours de route ralentissait la marche, ce qui représentait une aubaine pour les aubergistes de la ville (il faut rappeler que Saint-Omer et Dunkerque étaient des villes fortifiées où on pénétrait par des portes lesquelles étaient fermées la nuit, il était donc hors de question d'arriver après le coucher du soleil d'où la halte à Bourbourg). Après 1750, le trajet s'effectua plus rapidement (environ 7 heures et demie avec amende au transporteur ayant remporté l'adjudication du service en cas de retard) grâce à l'usage de carrosses d'eau plus légers avec 3 classes de places selon le confort offert, grâce également à une séparation entre transport de marchandises et transport de voyageurs, pour essayer d'attirer les personnes fortunées lesquelles jusque-là préféraient soit se déplacer à cheval soit louer un carrosse d'eau « privé ».
La répartition des charges et revenus entre les villes de Saint-Omer, Bourbourg, Dunkerque n'allait pas sans contestations mais dès la fin du XVIIIe et au XIXe siècle, le développement des routes entraina des revenus en baisse pour le transport des voyageurs. Le coup fatal fut porté avec la mise en place du chemin de fer. Seul subsista le transport des marchandises, rôle que continue de jouer depuis le canal de Bourbourg.

### Époque contemporaine
Le canal a été porté au grand gabarit européen (CEMT II : 52 m de largeur) en 1967.

## Qualité de l'eau
Dans les années 1850-1860, le canal de Bourbourg fournit de l'eau potable aux habitants de la ville de Dunkerque, même si la population ne l'utilise qu'avec défiance. La qualité de l'eau fut analysée par un pharmacien de Dunkerque puis par l'école des Mines de Paris. Les deux analyses concluaient à une eau propre aux usages domestiques.

## Galerie

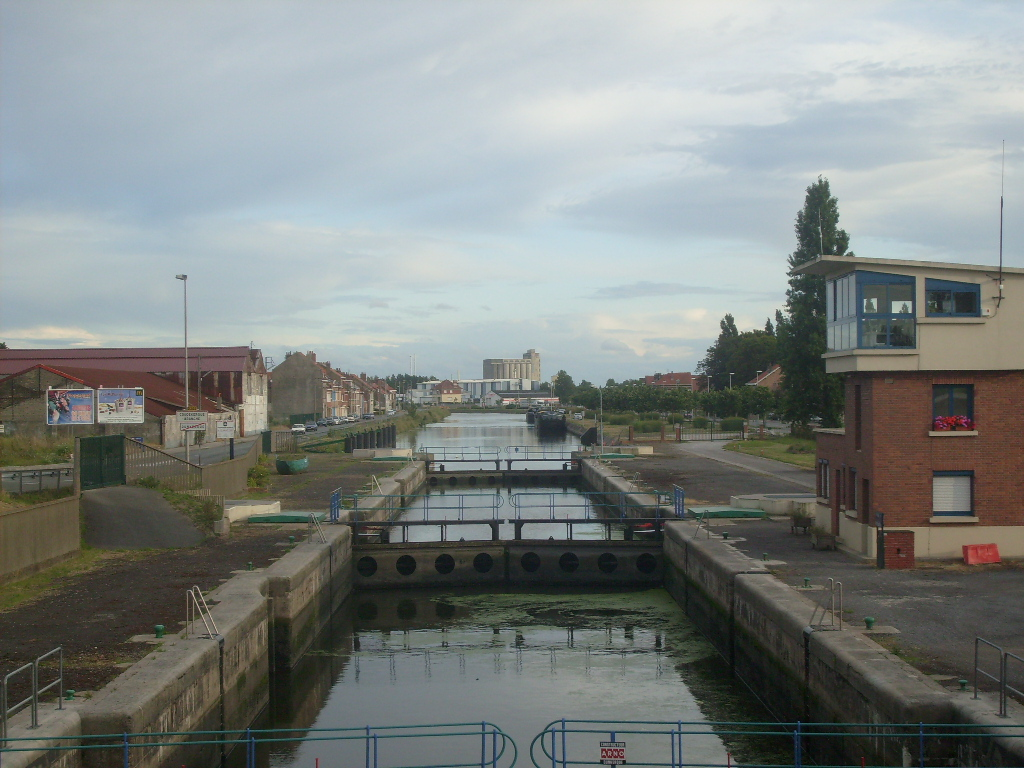
Le canal à son arrivée dans Dunkerque à l'écluse.
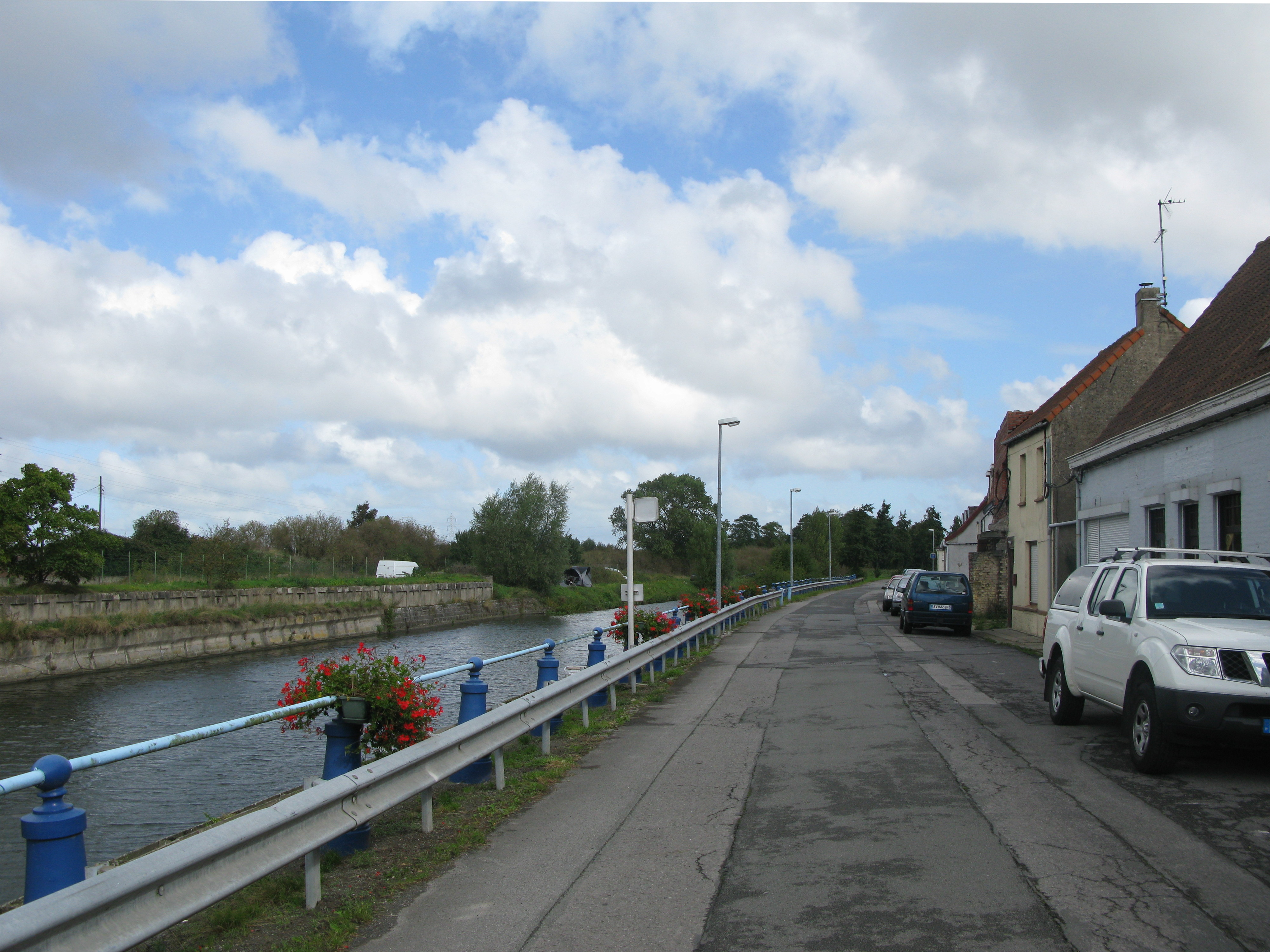
Le canal dans Coppenaxfort.